# Dzayul
Dzayul, även känd som Zayü, är ett härad (dzong) som lyder under Nyingtri i Tibet-regionen i sydvästra Kina.